# يون تشي-أو
يون تشي-أو هو سياسي كوري جنوبي، ولد في 5 أغسطس 1869، وتوفي في 22 ديسمبر 1950.